# Mikoian-Gurevici MiG-17
Mikoian-Gurevici MiG-17 (nume de cod NATO: Fresco) este un avion de vânătoare cu reacție sovietic, în serviciu din 1952.

## Dezvoltare
Proiectarea avionului MiG-17 a fost în general bazată pe avionul de succes al Biroului Mikoian-Gurevici, MiG-15. Cea mai mare noutate este introducerea unei aripi întinse cu o configurație de "compus de întindere": un unghi de 45° lângă fuzelaj și un unghi de 42° pentru partea exterioară a aripilor. Alte diferențe ușor vizibile față de predecesorul său sunt cele trei apărătoare de aripi sub fiecare aripă, spre deosebire de cele două ale avionului MiG-15 și adăugarea unei aripi ventrale.

## Istoricul operațiunilor
Scopul strategic al acestui avion, și a majorității avioanelor de vânătoare sovietice, a fost acela de a doborî bombardiere americane, nu de a se angaja în luptă aeriană. Acest avion de vânătoare subsonic (0.93 Mach) era eficient împotriva bombardierelor de luptă bine încărcate, mai lente (0,6-0,8 Mach), ca și împotriva bombardierelor strategice americane din timpul ciclului de desfășurare a avionului MiG-17 (ca de exemplu B-36).
Douăzeci de țări au zburat cu avioane MiG-17. MiG-17 a devenit avionul de vânătoare standard în toate țările Pactului de la Varșovia în anii '50 și '60. De asemenea erau cumpărate de alte țări, în principal din Africa și Asia, care erau neutru aliniați sau aliați cu Uniunea Sovietică.
MiG-17 a devenit principalul interceptor a novicei Forțe Aeriene Populare Vietnameze în 1965 și a obținut primele sale victorii și a acționat considerabil în timpul Războiului din Vietnam, unde au participat împreună cu avioane MiG-21 și MiG-19. Unii piloți vietnamezi, de fapt, preferau avionul MiG-17 decât MiG-21; era mult mai agil, deși nu așa de rapid.
Avioanele MiG-17 de asemenea au zburat împotriva Israelului în diferite conflicte arabo-israeliene.

## Operatori

### Operatori curenți
Coreea de Nord
- Forțele Aeriene Nord Coreene — 106 Shenyang F-5s și 135 Shenyang FT-5s sunt în serviciu.[2] Însă, rapoartele îngrozitoare de utilitate ne sugerează că mai puțin de 50% dintre avioane pot zbura.[3]

### Foști operatori
Afghanistan
- Forțele Aeriene Afgan - a primit primele sale MiG-17 în 1957, și mai aveau cel puțin 50 în 1979. Au rămas în uz până în 1982.[4]

 Albania
- Forțele Aeriene Albaneze - a operat avioanele de producție sovietică MiG-17, cât și cele de producție chinezească F-5s.[4]

 Algeria
- Forțele Aeriene Algeriene - a fost dotată cu 60 MiG-17Fs from the 1960s. Câteva au rămas ca avioane de antrenament până la sfârșitul aniilor 1980.[5]

 Angola
- Forțele Aeriene Angoleze[5]

 Bulgaria
- Forțele Aeriene Bulgare - a zburat MiG-17F, MiG-17PF și MiG-17R.[5]

 Burkina Faso
- Forțele Aeriene Burkina Fasice

 Cambodia
- Forțele Aeriene Roiale Cambodiene - 16 aeronave, inzând cinci MiG-17 și 11 Shenyang J-5 au fost primite de la Uniunea Sovietica și China în 1967–1968, care au fost mai târziu distruse la sol în 1971.[6]
  -  Republica Khmer
    - Forțele Aeriene Khmer

  -  Kampuchea Democratică
    - Kampuchean Revolutionary Army

 China
- Forțele Aeriene a Armatei de Eliberare a Poporului
- Forțele Aeriene a Armatei Navalede Eliberare a Poporului

 Republica Congo
- Forțele Aeriene Congoleze[7]

 Cuba
- Forțele Aeriene și Forțele Aeriene de Apărare Cubane Revoluționare[8]

 Cehoslovacia
- Forțele Aeriene Cehoslovace[9]

 RDG 

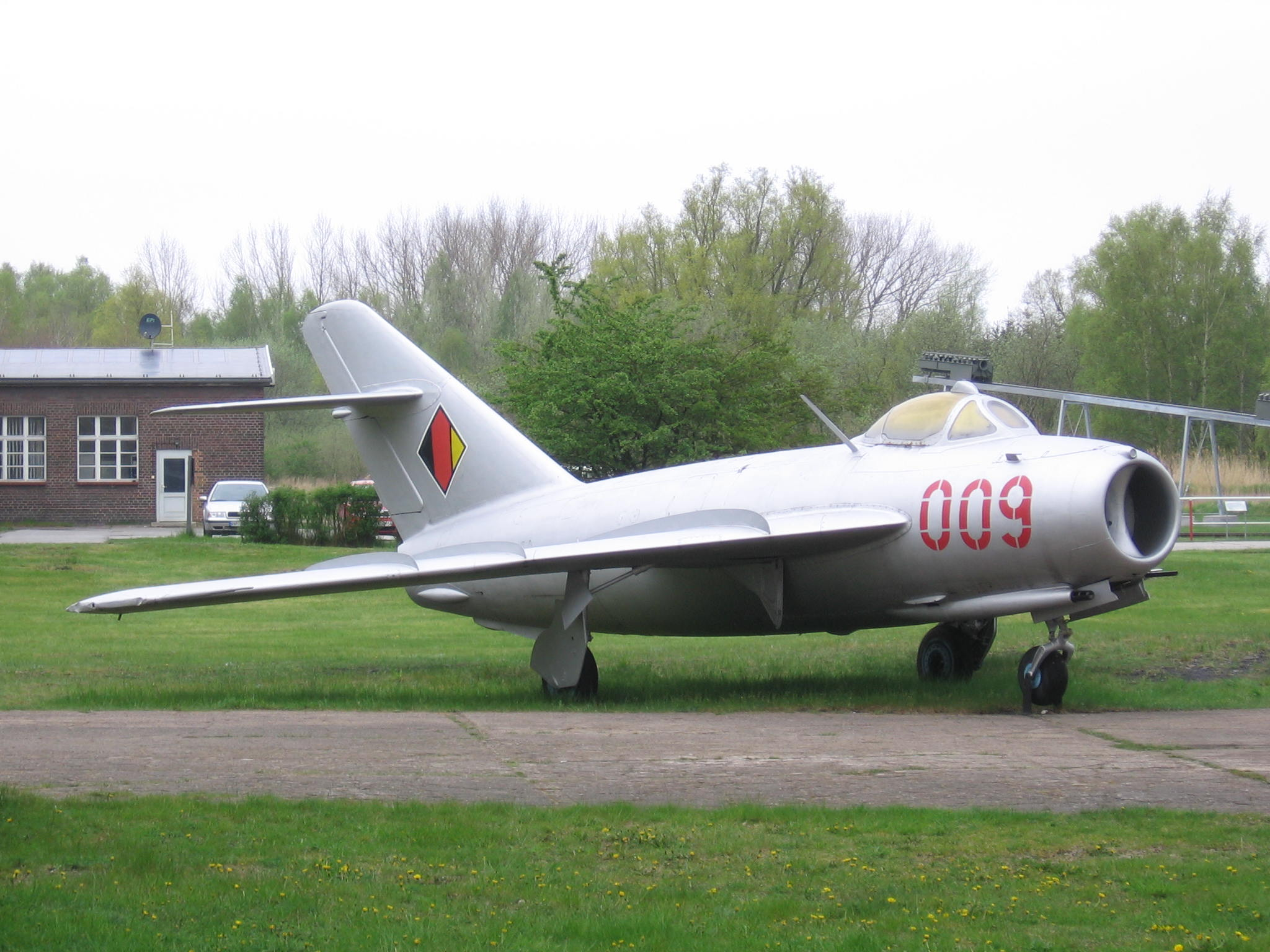
East German MiG-17

- Forțele Aeriene of the National People's Army[10]

 Egipt
- Forțele Aeriene Egiptiene[11]

 Ethiopia
- Forțele Aeriene Etiopiene[11]

 Guineea
- Forțele Aeriene Guinee[11][12]

 Guineea-Bissau
- Forțele Aeriene Guinea-Bissace - Sunt în depozite din 1991,[13] avioanele fiind speculate inoperabile.

 Ungaria
- Forțele Aeriene Ungare[14]

 Indonezia
- Forțele Aeriene Indoneze[14] - primind MiG-17F și MiG-17PF, fiind utilizate din 1961 până în 1969

 Iraq
- Forțele Aeriene Iraq[14]

 Madagascar

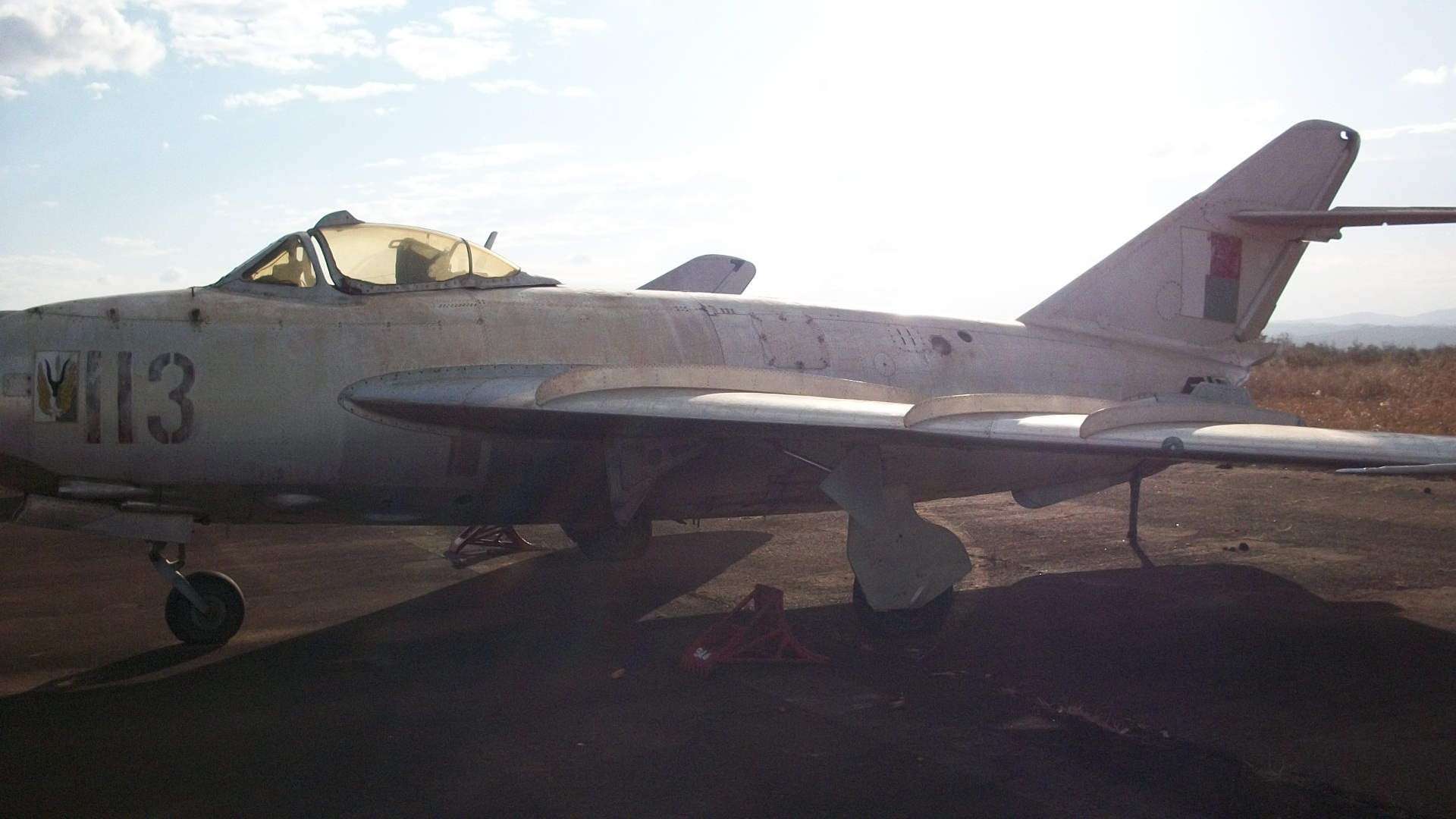
MiG-17 of the Malagasy Air Force.

- Forțele Aeriene Malagașe - 4 au fost aduse în 1975 din North Korea.[15][16]

 Mali
- Forțele Aeriene Maliane[14]

 Mongolia 
- Forțele Aeriene Militare Populare Mongolene[17]

 Maroc
- Forțele Aeriene Roiale Maroccane[17]

 Mozambic
- Forțele Aeriene Mozambicane[17]

 Nigeria
- Forțele Aeriene Nigeriene[17]

 North Yemen
- Yemen Arab Republic Air Force - 13 MiG-17 au fost donate de către URSS în noiembrie 1967.[18]

 Polonia
- Forțele Aeriene Poloneze[19]
- Forțele Navale Poloneze[19]

 România
- Forțele Aeriene Române - Multiple avioane aduse din 1955 (probabil de-a lungul a mai multor ani) de tip MiG-17F și MiG-17PF

 Somalia
- Forțele Aeriene Somaliene - În 1967, 30 MiG-17 și MiG-17F au fost livrate de către URSS.[15][20][21] În 1991 the Forțele Aeriene Somaliene au fost dizolvate.[22]

 South Yemen
- Forțele Aeriene a Republicii Democrate Yemen - Primele zece MiG-17F au fost livrate din URSS în ianuarie 1969. Alte opt aeronave au fost aduse în 1971.[23]

 Uniunea Sovietică
- Forțele Aeriene Sovietice
- Forțele Aeriene de Apărare Sovietice
- Forțele Aeriene Sovietice Navale

 Sri Lanka
- Forțele Aeriene Sri Lanka scoase din uz după Insurecția Comunista JVP din 1971. Acum sunt prezervate în muzeul SLAF Ratmalana.

 Siria
- Forțele Aeriene Siriene

 Uganda

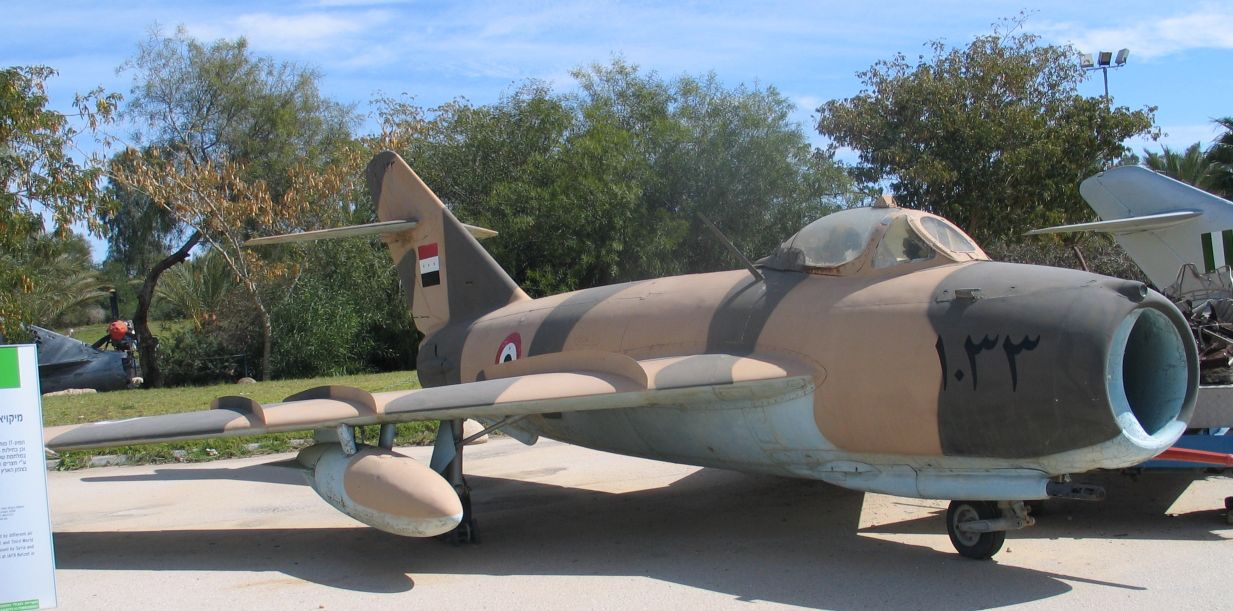
Syrian MiG-17 at the Israeli Air Force Museum

- Forțele Aeriene Ugandeze - Câteva fost-cehe; funcționalitatea lor este de îndoit.[24]

 Statele Unite ale Americii

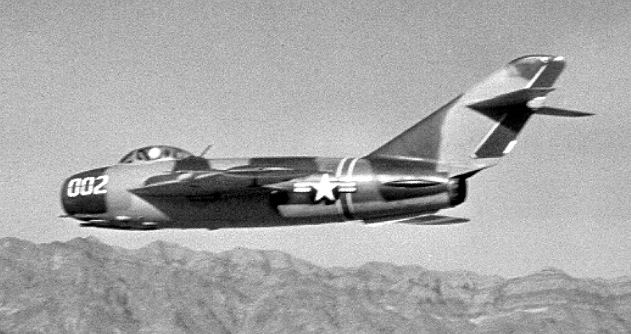
Soviet MiG-17F in USAF use

- Folosite la început pentru evaluări Forțele Aeriene SUA, dar în ianuarie 2014 un exemplu camuflat a fost vazut zburând pe lângă aerobaza Edwards, folosit probabil ca vehicul de antrenament pentru școala de aviație USAF unde MiG-15 sunt folosite regulat.

 Vietnam
- Forțele Aeriene Populare Vietnameze